# Kiekko-Vantaa
Kiekko-Vantaa ist ein finnischer Eishockeyverein aus Vantaa, der 1994 gegründet wurde und in der Mestis spielt. Ihre Heimspiele absolviert die Mannschaft in der 2004 Plätze fassenden Valtti-areena.

## Geschichte
Der Verein entstand 1994 aus der Fusion von Vantaan Kiekko und Vantaa HT. In der Saison 1999/2000 gelang als Zweitplatzierter der Suomi-sarja der Aufstieg in die zweithöchste finnische Spielklasse, die Mestis. Der größte Erfolg der Mannschaft ist die Vizemeisterschaft der Saison 2003/04. 2013 konnte sich die Mannschaft erst über einen Erfolg in der Playout-Runde gegen den HC Keski-Uusimaa den Klassenerhalt sichern.

## Platzierungen

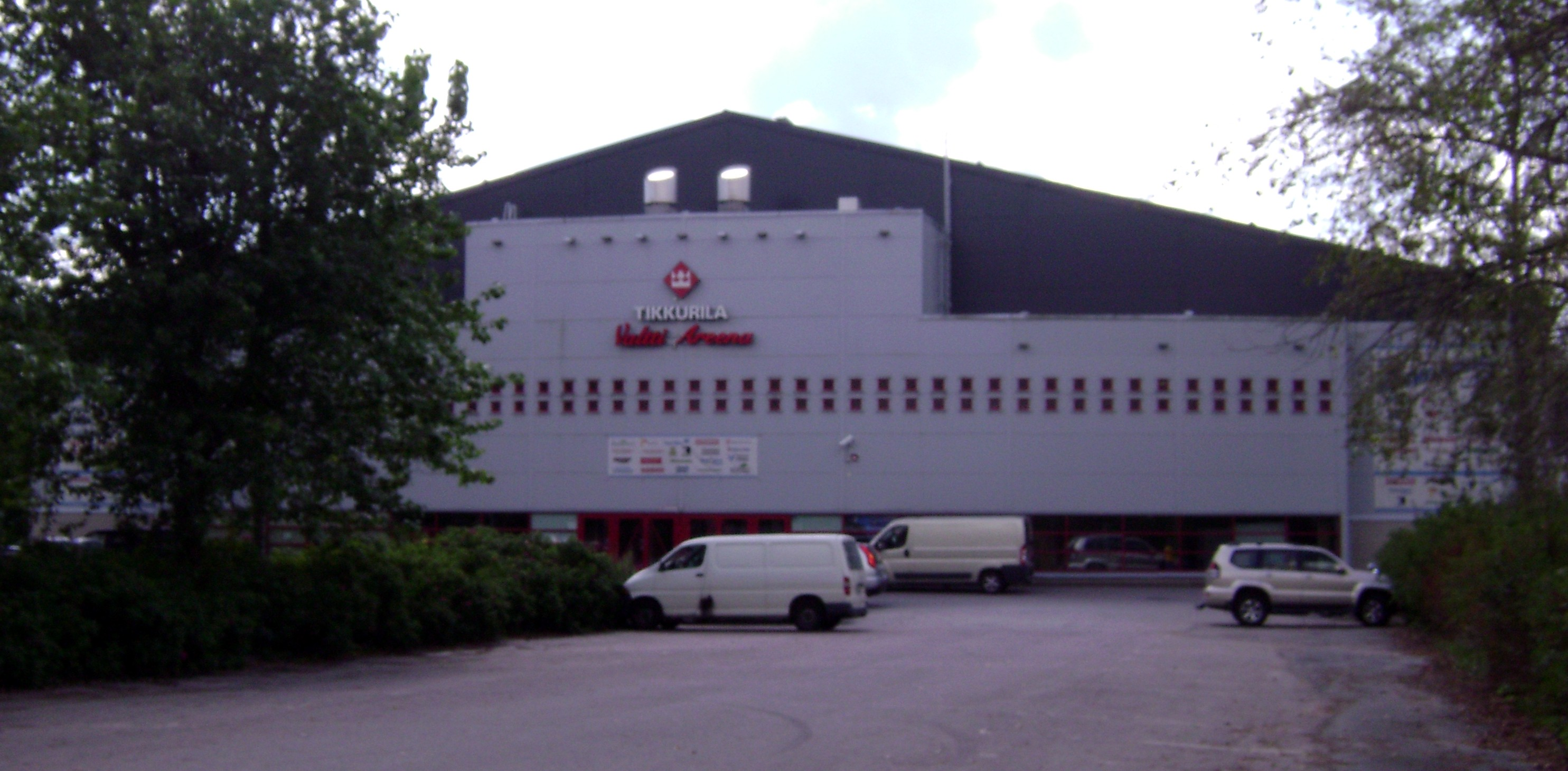
Die Valtti-areena, Heimspielstätte des Clubs

| Saison    | Liga     | Platz |
| --------- | -------- | ----- |
| 2012–2013 | Mestis   | 11.   |
| 2011–2012 | Mestis   | 8.    |
| 2010–2011 | Mestis   | 8.    |
| 2009–2010 | Mestis   | 7.    |
| 2008–2009 | Mestis   | 6.    |
| 2007–2008 | Mestis   | 9.    |
| 2006–2007 | Mestis   | 8.    |
| 2005–2006 | Mestis   | 6.    |
| 2004–2005 | Mestis   | 8.    |
| 2003–2004 | Mestis   | 2.    |
| 2002–2003 | Mestis   | 5.    |
| 2001–2002 | Mestis   | 5.    |
| 2000–2001 | Mestis   | 5.    |
| 1999–2000 | SM-sarja | 2.    |

## Spieler

### Bekannte ehemalige Spieler
- Ilari Filppula
- Valtteri Filppula
- Carlo Grünn
- Juha Kaunismäki
- Toni Mäkiaho
- Antti Niemi
- Erkki Rajamäki
- Joonas Vihko
- Hannu Väisänen
- Joonas Rönnberg
- Juha Koivisto
- Sami Heinonen

### Gesperrte Trikotnummern
- 7 Jukka Hakkarainen
- 10 Petri Pitkäjärvi